# 정하오하오
정하오하오(중국어: 郑好好, 병음: Zhèng Hǎohǎo, 한자음: 정호호, 2012년 8월 11일~)은 중화인민공화국의 여자 파크 스케이트보더이다. 11세에 2024년 하계 올림픽에 출전하여 역사상 최연소 중국 올림픽 선수가 되었다.

## 유년 시절
2012년 중국 후이저우에서 한국계 가정에서 태어났다. 7살 때부터 스케이트보드 연습을 시작했다 2024년 7월, 후이저우시 금산호초등학교를 졸업했다.

## 경력
2020년 후이저우 스케이트보드 팀에 합류하여 스케이트보드 경력을 시작했다. 2021년 9월 2021년 중국 전국체전에서 광동 대표 선수로 여자 보울풀 스케이트보드 대회에 참가했다. 2022년 제16회 광둥성 여자 스케이트보드 대회 B조 보울풀 종목 결승에서 우승을 차지했다.
2023년 3월 19일, 2022년 광동-홍콩-마카오 지역 스케이트보드 오픈에서 여자 보울풀 스케이트보드 대회에서 1위를 차지했다. 같은 해 5월 아르헨티나 산후안에서 열린 월드 스케이트보드 투어에 참가했으나 예선 탈락했다. 6월 4일 리수이에서 열린 2023 중국 스케이트보드 오픈 보울풀 종목 결승전에서 32.20점으로 금메달을 획득했다. 2023년 8월, 2022년 전국 롤러스케이팅 선수권 대회에서 스케이트보드 여자 보울풀 종목에서 30.27점으로 1위를 차지했다. 11월 4일 중국 난닝에서 열린 제1회 전국 청소년 대회 여자 스케이트보드 보울 종목 결승에서 64.68점으로 2위를 차지했다. 12월 2일부터 3일까지 열린 2023년 광동 청소년 스케이트보드 선수권 대회에서 스케이트보드 보울 종목에서 금메달을 획득했다.
2024년 5월 16일, 상하이에서 열린 2024년 하계 올림픽 예선에서 여자 보울 스케이트보드 예선에서 51.73점을 획득하여 44명의 참가자 중 20위에 올랐다. 6월 24일, 부다페스트에서 열린 2024년 하계 올림픽 예선 여자 보울 스케이트보드 경기에 올림픽 출전 자격을 얻었다. 7월 1일, 11세의 나이로 2024년 하계 올림픽에 출전할 중국 스케이트보드 국가대표팀에 선발되어 올림픽에 참가한 역사상 최연소 중국 스포츠 선수가 되었다.